# Xikang

Provincia di Xikang.

Lo Xikang o Sikang (cinese: 西康省; pinyin: Xikang shěng) era una provincia della Repubblica di Cina che comprendeva la maggior parte della regione di Kham del Tibet tradizionale, dove vivono i khampa, un sottogruppo del popolo tibetano. La parte orientale della provincia era abitata da un certo numero di gruppi etnici differenti, come i cinesi Han, gli Yi, i Qiang e i tibetani, mentre la parte occidentale della provincia era abitata da tibetani. Lo Xikang, talvolta chiamato anche Chuanbian (川 邊), fu una regione amministrativa speciale della Repubblica di Cina fino al 1939, quando venne trasformata in una provincia ufficiale. La capitale provinciale fu Kangding tra il 1939 e il 1951 e Ya'an tra il 1951 e il 1955. Nel 1954 la provincia aveva una popolazione di circa 3,4 milioni di abitanti.

## Storia
Dopo la rivolta di Wuchang nel mese di ottobre 1911, che portò alla caduta della dinastia Qing, in questa regione venne istituito il Distretto Amministrativo Speciale di Chuanbian (川邊特別行政區) da parte della Repubblica di Cina recentemente creata.
Nel giugno 1930 questa regione fu invasa dall'esercito del Tibet, facendo precipitare la guerra sino-tibetana. Con il distretto sconvolto da lotte interne, non vennero inviati rinforzi per appoggiare le truppe del Sichuan di stanza nell'area. Di conseguenza, l'esercito tibetano invase, senza incontrare molta resistenza, le contee di Garze e di Xinlong. Dopo il fallimento di un primo cessate il fuoco, le forze tibetane cercarono di invadere parte delle regioni meridionali della provincia di Qinghai. Nel marzo 1932 invasero con la forza il Qinghai, ma furono sconfitti dal signore della guerra locale Ma Bufang in luglio, facendole arretrare.
L'esercito Hui conquistò le contee che erano cadute nelle mani dell'esercito tibetano dal 1919. Le sue vittorie misero in pericolo le vie di approvvigionamento delle forze tibetane a Garze e Xinlong. Di conseguenza, una parte dell'esercito tibetano fu costretto a ritirarsi.
Nel 1932 Liu Wenhui, con la collaborazione dell'esercito del Qinghai, inviò una brigata per attaccare le truppe tibetane a Garze e Xinlong, riuscendo ad occuparle; assieme a queste, vennero occupate anche altre contee ad est del fiume Jinshajiang come Dêgê. Nel 1934 scoppiò la ribellione dei khamba guidata dalla famiglia Pandatsang contro il governo tibetano a Lhasa. In essa rimase coinvolto il leader rivoluzionario dei khampa Pandatsang Rapga.
Nel gennaio 1939, il Distretto Amministrativo Speciale di Chuanbian venne convertito ufficialmente in una provincia della Repubblica, la provincia di Sikang. I cinesi inviarono a Batang Kesang Tsering per assicurarsi il controllo del Sikang, dove venne formato un governo locale. Egli fu inviato lì con il proposito di propagare i Tre Principi del Popolo ai khampa.